# West Mineral
West Mineral est une ville du comté de Cherokee au Kansas.